# Opioïde
Ne doit pas être confondu avec opiacé.
| Peptides opioïdes endogènes | Images moléculaires du squelette               |
| --------------------------- | ---------------------------------------------- |
| Adrénorphine (en)           | Structure chimique de l'adrénorphine           |
| Amidorphine (en)            | Structure chimique de l'amidorphin.            |
| Casomorphine                | Structure chimique de la β-casomorphin bovine. |
| DADLE (en)                  | Structure chimique du DADLE.                   |
| DAMGO (en)                  | Structure chimique du DAMGO.                   |
| Dermorphine                 | Structure chimique de la dermorphine.          |
| Endomorphine                | Structure chimique de l'endomorphine 1.        |
| Morphiceptine (en)          | Structure chimique de Morphiceptin.            |
| Nociceptine (en)            | Structure chimique de Nociceptin.              |
| Octréotide                  | Structure chimique de l'octréotide.            |
| Opiorphine                  | Structure chimique de l'opiorphin.             |
| TRIMU 5 (en)                | Structure chimique du TRIMU 5.                 |

Un opioïde est une substance psychotrope de synthèse (fentanyl, oxycodone) ou naturelle (opiacés qui agissent sur les récepteurs aux peptides opioïdes) dont les effets sont similaires à ceux de l'opium sans y être chimiquement apparentés. Les opioïdes exercent leurs effets par stimulation directe ou indirecte des récepteurs opiacés, qui sont surtout logés dans les systèmes nerveux central et parasympathique. Les récepteurs de ces organes servent de médiateurs à la fois aux effets bénéfiques et néfastes des opioïdes.

## Histoire
L'utilisation d'opiacés comme la morphine remonte au XIXe siècle aux États-Unis, notamment pendant la guerre de Sécession.
La première loi américaine qui restreint la vente d'héroïne, de morphine et de cocaïne est le Harrison Narcotics Tax Act de 1914.
Alors que le traitement de la douleur est un sujet peu important pour les responsables de santé et que les médecins généralistes sont peu formés sur la dépendance ou la douleur, les campagnes promotionnelles des médicaments antidouleurs opioïdes rencontrent un grand succès commercial et éveillent peu de soupçons. Ce n'est qu'en 2006 qu'une forte augmentation du nombre de surdoses alarme le corps médical.
En 2017, une enquête réalisée conjointement par différents journaux établit la responsabilité de l’industrie pharmaceutique dans l'épidémie d’opioïdes aux États-Unis. Plus de 200 000 Américains sont morts par overdose de cette substance entre 2000 et 2016. Le nombre de morts annuel est en augmentation constante.
En 2018, les États-Unis comptent près de 23 millions d'adultes inactifs entre 25 et 54 ans. Un nombre croissant d'économistes et de politiques accusent les opioïdes d'être responsables d'une part importante de ce phénomène. Avec 5 % de la population mondiale, le pays consomme 80 % des opioïdes, selon les chiffres du prix Nobel d'économie Angus Deaton. L'épidémie, qui a fait en 2017 près de 72 000 morts par overdose, a aussi frappé le marché du travail, en éloignant de l'emploi des victimes souvent précaires ; selon l'économiste de Princeton Alan Krueger, près d'un quart du déclin de la participation au marché du travail est imputable à la consommation de ces analgésiques ; ses travaux montrent que près de la moitié des hommes de 25 à 54 ans sortis du marché de l'emploi prenait quotidiennement des médicaments contre la douleur, et, dans les deux tiers des cas, des médicaments sur ordonnance.
En Europe, la consommation augmente aussi au début du XXIe siècle, bien que dans de moindres proportions. En 2018, 12 millions de Français auraient consommé des opioïdes (dont 11 millions de consommateurs d'opioïdes « faibles »). Les conséquences sont similaires : il y a alors plus d'overdoses par médicaments opioïdes que par l'usage de drogues illégales, ce qui conduit d'après l'Observatoire français des médicaments antalgiques à une moyenne d'au moins cinq décès par semaine en France.

## Pathologies induites
Même à petite dose, ils induisent souvent une constipation nommée constipation induite par les opioïdes et qui fait partie des troubles gastro-intestinaux fonctionnels.
Les opioïdes sont généralement addictifs. Les effets de dépendance sont très élevés même à faible dose, que les formes soient de synthèse ou d'origine naturelle.
L'État de l'Oklahoma a déposé plainte contre certains fabricants en dénonçant les médicaments contenant de telles molécules.

## Pertinence thérapeutique
Les opioïdes ont un effet statistiquement significatif, mais faible et cliniquement non pertinent, sur les dimensions physiques de la qualité de vie liée à la santé, tandis qu'il n'y a aucun effet sur les dimensions mentales chez les patients souffrant de douleurs chroniques non malignes, pendant les premiers mois de traitement. Dans la pratique clinique, les prescriptions d'opioïdes pour le traitement des douleurs chroniques non cancéreuses doivent être évaluées individuellement car leur efficacité globale dans l'amélioration de la qualité de vie n'est pas confirmée. La durée du traitement aux opioïdes doit être déterminée avec soin, car cette revue se concentre principalement sur les premiers mois de traitement.

## Liste
- Alfentanil
- Aniléridine (en)
- Buprénorphine
- Butorphanol
- Carfentanil
- Codéine
- Diamorphine (héroïne)
- Dextropropoxyphène
- Enképhalines
- Endorphines
- Fentanyl
- Héroïne
- Hydrocodone
- Hydromorphone
- Lopéramide
- Méthadone
- Morphine
- Nalbuphine
- Naloxone
- Nitazène
- Oxycodone
- Oxymorphone
- Pentazocine
- Péthidine (mépéridine)
- Propoxyphène
- Rémifentanil
- Sufentanil
- Thébaïne
- Tramadol